# Béatrice Jeanine Atallah
Béatrice Jeanine Atallah (Anosy, 17 d'agost de 1959) és una política malgaixa d'origen libanès que ha ocupat el càrrec de ministre d'Afers Exteriors de Madagascar des de gener de 2015 fins a l'agost de 2017.
El seu pare era un alt funcionari de l'administració colonial i, per tant, té una doble ciutadania malgaix i francesa. Té el màster en dret privat (1988) i un certificat en estudis diplomàtics del Centre d'Estudis Estratègics i Diplomàtics (CSDS) (2009).
Va ser magistrada, va passar tres anys al Tribunal d'Apel·lació d'Antananarivo, i assegura que és apolítica.
Atallah va ser membre del Consell Nacional Electoral des del 2002 fins al 2009, i assessora del llavors ministre de Finances Hery Rajaonarimampianina (2009-2013), abans de ser designada per presidir la Comissió de les Eleccions des de desembre de 2013 fins a gener de 2015, gestionant les eleccions del 2013 que va ser guanyada per Rajaonarimampianina. Hi va haver algunes denúncies contra ella de desemborsaments «il·lícits» dels fons de comissions, que va negar.
Va ser nomenada ministra d'Afers Exteriors el 25 de gener de 2015 al govern de Jean Ravelonarivo. Va tornar a ser nomenada a l'abril del 2016 per Olivier Mahafaly Solonandrasana. És la presidenta de la Comissió de l'Oceà Índic.